# Клоун (фильм, 2005)
«Клоун: День расплаты» (нем. Der Clown: Payday) — немецкий боевик, снятый в 2005 году режиссёрами Себастьяном Виггом и Рональдом Леяйером.
Фильм является продолжением одноимённого немецкого телесериала, выходившего с 1998 по 2001 годы.

## Сюжет
Бывший спецназовец Макс Хеккер, с некоторых пор насаждающий справедливость под маской клоуна, потерял свою напарницу Клавдию: неизвестный убил её из-за папки с документами. Папку наёмник так и не унёс, спрятав её в продуктовом магазине, и теперь Макс «сторожит» её под видом охранника.

## В ролях
- Свен Мартинек — Макс Хеккер
- Ева Хаберманн — Лиа
- Гёц Отто — Зорбек
- Ксавер Хуттер — Зальбах
- Ксения Зееберг — Мона
- Хорст Захтлебен — охранник